# Primeira Unidade de Polícia Pacificadora (Santa Marta)
A UPP do Santa Marta', foi inaugurada no dia 19 de dezembro de 2008, sendo a primeira Unidade de Polícia Pacificadora a ser instalada. A unidade operava inicialmente com 112 policiais, que foram preparados em um curso de especialização. Em 2012, a unidade comemorava a redução dos índices de criminalidade. No entanto, em 2017, a UPP começou a sentir os efeitos da falência do sistema de segurança do Estado e novos avanços de facções criminosas.
| Comandante                                       | Mandato                     | Referência          |
| ------------------------------------------------ | --------------------------- | ------------------- |
| CAP PM Priscila de Oliveira Azevedo              | 19/12/2008 à 11/03/2011;    | [ 1 ]               |
| CAP PM Rodrigo Francisco de Andrada              | 12/03/2011 à 27/12/2011;    | [ 4 ]               |
| CAP PM Márcio de Almeida Rocha                   | 28/12/2011 à 24/09/2012     | [carece de fontes?] |
| 1º TEN PM Gabriel Cavalcante de Lima             | 24/09/2012 à 17/06/2013;    | [carece de fontes?] |
| CAP PM Márcio de Almeida Rocha                   | 18/06/2013 à 13/09/2013;    | [carece de fontes?] |
| CAP PM JEIMISON GONÇALVES C. BARBOSA -           | 05/09/2013 à 24/03/2014;    | [carece de fontes?] |
| CAP PM Márcio de Almeida Rocha                   | 25/03/2014 à 06/07/2015;    | [carece de fontes?] |
| 1ª TEN PM TATIANA LIMA DE S. CARLOU DOS SANTOS - | 07/07/2015 à 01/04/2017     | [carece de fontes?] |
| MAJ PM FÁBIO DA SILVA PEREIRA                    | 02/04/2017 até 23/10/2017;  | [carece de fontes?] |
| CAP PM LUIZ OTÁVIO RAMOS MOTA                    | 24/10/2017 até o momento... | [carece de fontes?] |